# Gourde
Gourde – waluta Haiti. 1 gourde = 100 centymów.
Nazwa gourde pochodzi od hiszpańskiego słowa gordo – ‘tłusty’. Tak nazywano na wyspie peso (monety), lub obcięte z nich krążki, tworzące 1/5 całej monety.
Obecnie w obiegu pozostają następujące monety i banknoty:
- banknoty o wartości 1, 2, 5, 10, 20, 25, 50, 100, 250, 500, 1000 gourde;
- monety o wartości 5, 10, 20, 50 centymów oraz 1 i 5 gourde.